# Гра в кохання
Гра в кохання (азерб. Məhəbbət oyunu) — радянська німа кінокомедія 1935 року, знята на кіностудії «Азерфільм».

## Сюжет
Кінокомедія про трьох друзів, працівників гаража, закоханих в одну дівчину. Вона віддає перевагу одному з них, який під її впливом змінюється на краще.

## У ролях
- Ісмаїл Ефендієв — Саттар
- Маджид Шамхалов — Карім
- Л. Райцих — Онєгін, лікар
- Теза Горник — епізод
- Сара Шарифзаде — Лейла
- Іззат Оруджзаже — епізод
- Мірза Алієв — епізод
- М. Шаріфова — епізод
- А. Лодзі — Шинкин
- В. Кочетов — Петька

## Творці фільму
- Автор сценарію: Олександр Попов
- Режисер-постановник і монтажер: Аббас Мірза Шаріфзаде
- Другий режисер: В. Кочетов
- Оператор-постановник: Борис Пумпянський
- Художники-постановники: Віктор Аден, Г. Алієв
- Художник-гример: Георгій Парісашвілі
- Адміністратор: М. Вазіров
- Директор фільму: К. Томський